# Lancia Rally 037
Lancia Rally 037 är en rallybil, tillverkad av den italienska biltillverkaren Lancia mellan 1982 och 1983.

## Bakgrund
Bilen utvecklades ur Montecarlo-modellen för att efterträda Fiat 131 Abarth som Fiat-koncernens vapen i rally-VM. Den byggdes enligt det Grupp B-reglemente som infördes till säsongen 1982. Abarth, som nu blivit Fiats racingavdelning, stod för huvuddelen av konstruktionen, medan Pininfarina utvecklade karossen.
Abarth behöll i stort sett endast sittbrunnen från Montecarlon. Front- och bakparti var nya, med nya hjulupphängningar, bättre anpassade till uppgiften. Motorn placerades på längden mitt i bilen.

## Motor
Motorn, var i grunden samma tvålitersfyra som satt i Montecarlon, men den fick en ny fyrventilstopp och en Roots-kompressor. Med en enkel Weberförgasare lämnade gatversionen 205 hk. 1982 års tävlingsversion lämnade runt 270 hk.
Senare samma år kom Evo 1-versionen med Kugelfischer bränsleinsprutning och cirka 310 hk.
I början av 1984 kom Evo 2-versionen med 2,1-litersmotor, större kompressor och vatteninsprutning. Denna gav runt 325 hk.

## Produktion
Den första prototypen stod klar i slutet av 1980 och året därpå ägnades åt att testa ut den nya bilen. Homologering enligt grupp B-reglementet krävde att 200 bilar skulle serietillverkas och dessa byggdes mellan 1982 och 1983. 
Utvecklingen pågick under hela produktionstiden. Evo 1-versionen från augusti 1982 hade starkare motor och lättare kaross. Jakten på vikt fortsatte under 1983, med bland annat störtbåge i titan och karossdelar i kevlar. Den slutgiltiga utvecklingen var Evo 2-versionen från januari 1984, med större motor och modifierad kaross.

## Motorsport
FIA godkände bilen för tävlingsbruk i april 1982, men den första säsongen präglades av tillförlitlighetsproblem. Året därpå hade man fått ordning på bilen och Lancia vann totalsegern i rally-VM 1983. Det var sista säsongen en tvåhjulsdriven bil lyckats med detta. 1984 lyckades man komma tvåa i världsmästerskapet, men det var uppenbart att framtiden hörde till de fyrhjulsdrivna bilarna. Halvvägs in i säsongen 1985 ersattes 037:an därför av Lancia Delta S4.